# Shpëtim Duro
Shpëtim Duro (Tirana, 24 dicembre 1959) è un allenatore di calcio albanese, tecnico dello Struga.

## Carriera

### Allenatore

#### Skënderbeu
Il 17 febbraio 2011 firma con lo Skënderbeu, squadra con la quale vince la Kategoria Superiore 2010-2011, al suo primo anno sulla panchina dei Korçari.

## Palmarès

### Allenatore

#### Club

##### Competizioni nazionali
- Campionato albanese: 1

Skënderbeu: 2010-2011
- Coppa d'Albania: 1

Besa Kavajë: 2009-2010
- Campionato macedone: 2

Struga: 2022-2023, 2023-2024